# توظيف كامل

مخطط تداول الاقتصاد الكلي. L_{S} ≤ L_{D} هو موقف التوظيف الكامل، وهو الموقف الذي يكون فيه معدل البطالة صفرًا أو قيمة سلبية (وهو يوافق نقص العمالة).

التوظيف الكامل، في الاقتصاد الكلي، هو مستوى معدلات التوظيف عندما لا تكون هناك بطالة دورية. ويتم تعريفها من خلال أغلبية اقتصاديي الاتجاه السائد على أنه المستوى المقبول للبطالة الطبيعية أعلى من 0%، حيث يكون الاختلاف عن 0% بسبب أنواع البطالة غير الدورية. ويتم اعتبار أن مستوى البطالة الأعلى من 0% ضرورة للتحكم في التضخم الاقتصادي، مما أدى إلى ظهور مفهوم معدل التضخم الاقتصادي غير المتسارع للبطالة (NAIRU)، وأغلبية اقتصاديي الاتجاه السائد يعنون معدل التضخم الاقتصادي غير المتسارع للبطالة عند الحديث عن التوظيف «الكامل».
ويتم التوظيف الكامل في الاقتصاد الكلي عندما يؤدي الاقتصادي إلى تعيين كل الموارد المتاحة به. وهذا يعني بكل بساطة أن سلع رأس المال وموارد رأس المال تكون في أعلى مستوياتها وتكون في أعلى درجات فاعليتها في الاقتصاد.

## المفهوم الاقتصادي
ما يعنيه أغلب اقتصاديي الكلاسيكية الجديدة من خلال التوظيف «الكامل» هو معدل توظيف أقل بشكل ما من 100%، مع اعتبار أن المستويات الأقل قليلة تكون مفضلة. وهناك آخرون، مثل جيمس توبين، يعارضون ذلك بشدة، حيث ينظرون إلى التوظيف الكامل على أنه يقع عندما تكون نسبة البطالة 0%.
كما تمت مهاجمة معدلات البطالة التي تكون أعلى بكثير من 0% من قبل جون مينارد كينز:
«الاعتقاد المتحفظ بأنه يوجد قانون ما في الطبيعة يمنع الرجال من العمل، وأنه من» التهور«توظيف الرجال، وأنه من المناسب من الناحية» المالية«الإبقاء على عشر الموظفين في حالة فراغ لفترة زمنية غير محدة، هو أمر غير محتمل بشدة، إنه نوع من الأشياء التي لا يمكن أن يقبلها عقل رجل لم يتم تشويش عقله بالهراء على مدار سنوات وسنوات. والاعتراضات المثارة في الغالب ليست اعتراضات الخبرات أو الرجال العمليين. وهي تقوم على نظريات عالية التجرد - من خلال اختراعات أكاديمية لها مكانتها، لا يدركها من يقومون بتطبيقها اليوم إدراكًا تامًا، وتقوم على افتراضات تتعارض مع الحقائق... وبالتالي، فإن مهمتنا الأساسية، ستكون تأكيد غريزة القارئ بأن ما يبدو معقولاً هو في الواقع أمر معقول، وما يبدو غير معقول هو في الواقع غير معقول».
– جيه إم كينيس في منشور لدعم ليود جورج في انتخابات عام 1929.
وقد ذكر الاقتصادي البريطاني الذي عاش في القرن العشرين ويليام بيفيريدج أن معدل البطالة الذي يصل إلى 3% يعد توظيفًا كاملاً. وقد ذكر بعض الاقتصاديين الآخرون تقديرات بين 2% و13%، اعتمادًا على الدولة والفترة الزمنية والميول السياسية للاقتصاديين المختلفين.
وقبل ميلتون فريدمان وإدموند فيليبس، قام أبا ليرنر (Lerner 1951, Chapter 15) بتطوير أحد إصدارات معدل التضخم الاقتصادي غير المتسارع للبطالة. وبخلاف النظرة الحالية، فقد رأى مجموعة من معدلات البطالة «للتوظيف الكامل». وقد فرق بين التوظيف الكامل «المرتفع» (أقل مستوى بطالة مستدام بموجب سياسات الدخل) والتوظيف الكامل «المنخفض» (أقل مستوى بطالة مستدام بدون هذه السياسات).